# Mesotropiscus
Mesotropiscus is een geslacht van wantsen uit de familie van de Miridae (blindwantsen). Het geslacht werd voor het eerst wetenschappelijk beschreven door Izjaslav Kerzjner en Randall Tobias Schuh in 1998.

## Soorten
Het genus is monotypisch en bevat alleen de volgende soort:

- Mesotropiscus viridifasciatus (Reuter, 1907)